# Henri Leclerc (avvocato)
Henri Leclerc (Saint-Sulpice-Laurière, 8 giugno 1934 – Parigi, 31 agosto 2024) è stato un avvocato e attivista francese, presidente della Lega per i diritti umani dal 2000 al 2024.

## Biografia

### Primi anni di vita e formazione
Henri Leclerc era il cognato di Nicos Poulantzas. Suo padre era un veterano della prima guerra mondiale, era un ispettore fiscale agnostico, mentre sua madre era molto pia. Henri Leclerc è cresciuto con suo fratello e due sorelle in una casa vicino a Parigi a Sceaux (Hauts-de-Seine). Aveva appena dieci anni, segue i principali processi della Liberazione (in particolare i processi di Philippe Pétain, Pierre Laval e Robert Brasillach) attraverso i resoconti forniti dalla stampa. Fu sgomento dal processo di Pierre Laval, la cui esecuzione fu eseguita in modo pietoso.
Completò gli studi secondari al liceo Lakanal, dove strinse amicizia con il figlio di Maurice Thorez. Ottenne una laurea in giurisprudenza nel 1955 presso la Facoltà di giurisprudenza di Parigi. Si unì al Partito comunista della Federazione Russa (PCF) per due anni e vendette L'Humanité all'asta, il che portò ad altre lotte con il campo avversario. Lasciò il PCF il giorno prima che l'Unione Sovietica intervenisse a Budapest.
Nel 2011, si è unito al team della campagna di Martine Aubry per le primarie socialiste per le elezioni presidenziali del 2012, come consigliere del candidato per le questioni di giustizia, insieme all'ex ministro della Giustizia Élisabeth Guigou e Marie-Pierre de La Gontrie.
Nel 2012, ha firmato la rubrica intitolata "Per una nuova repubblica" che chiedeva di votare per il candidato François Hollande.

### Carriera
Giurò come avvocato il 14 dicembre 1955. Iniziò la sua carriera come avvocato accanto all'avvocato Albert Naud, noto per essere stato l'avvocato di Pierre Laval durante la Purga. Ereditò la sua biblioteca giuridica (che quest'ultimo aveva ricevuto da Raymond Poincaré).
Membro del Consiglio dell'Ordine degli avvocati di Parigi, fu presidente della Lega francese per la difesa dei diritti dell'uomo e del cittadino dal 1995 al 2000 e poi presidente onorario.
Ha accompagnato il movimento sociale, accanto ai contadini lavoratori, ai minatori, alla Confédération française démocratique du travail (CFDT), agli attivisti che lottavano per il miglioramento delle condizioni di detenzione - ha denunciato le condizioni di detenzione nelle carceri di massima sicurezza e ai sostenitori di una stampa indipendente.
Ex membro dell'Ordine degli Avvocati di Parigi, è stato presidente della Lega francese per i diritti dell'uomo dal 1995 al 2000. Henri Leclerc ha rappresentato personaggi famosi come il direttore del quotidiano Libération, il matematico Alexandre Grothendieck, Richard Roman, Lucien Léger, Michel Vaujour, François Besse, Roger Knobelspiess, Florence Rey, Dr. Archambault, Hélène Viannay-Castel e Dominique Strauss-Kahn (in un caso che coinvolse Tristane Banon). Alcuni dei casi in cui ha vinto sono: il caso dei disordini del maggio 1968, gli indipendentisti della Guadalupa, la famiglia di un attivista di sinistra assassinato da una guardia nella fabbrica Renault nel 1972, il caso dell'Esercito Segreto di Liberazione dell'Armenia, la protesta degli iraniani e gli attivisti dell'isola di Groix.
Negli anni '70, Leclerc divenne uno dei giganti legali dell'epoca, agendo al fianco di figure come Robert Badinter e Georges Kiejman. Le Figaro scrive di lui: "I giovani avvocati attaccano i tribunali per imparare da loro. Tra questi, Leclerc era qualcos'altro: la filantropia abbagliante e la figura più commovente del Dio in Nero".

### Morte
Leclerc è morto a Parigi il 31 agosto 2024, all'età di 90 anni.

## Decorazioni
- Legion d'onore